# Jenny Johansson

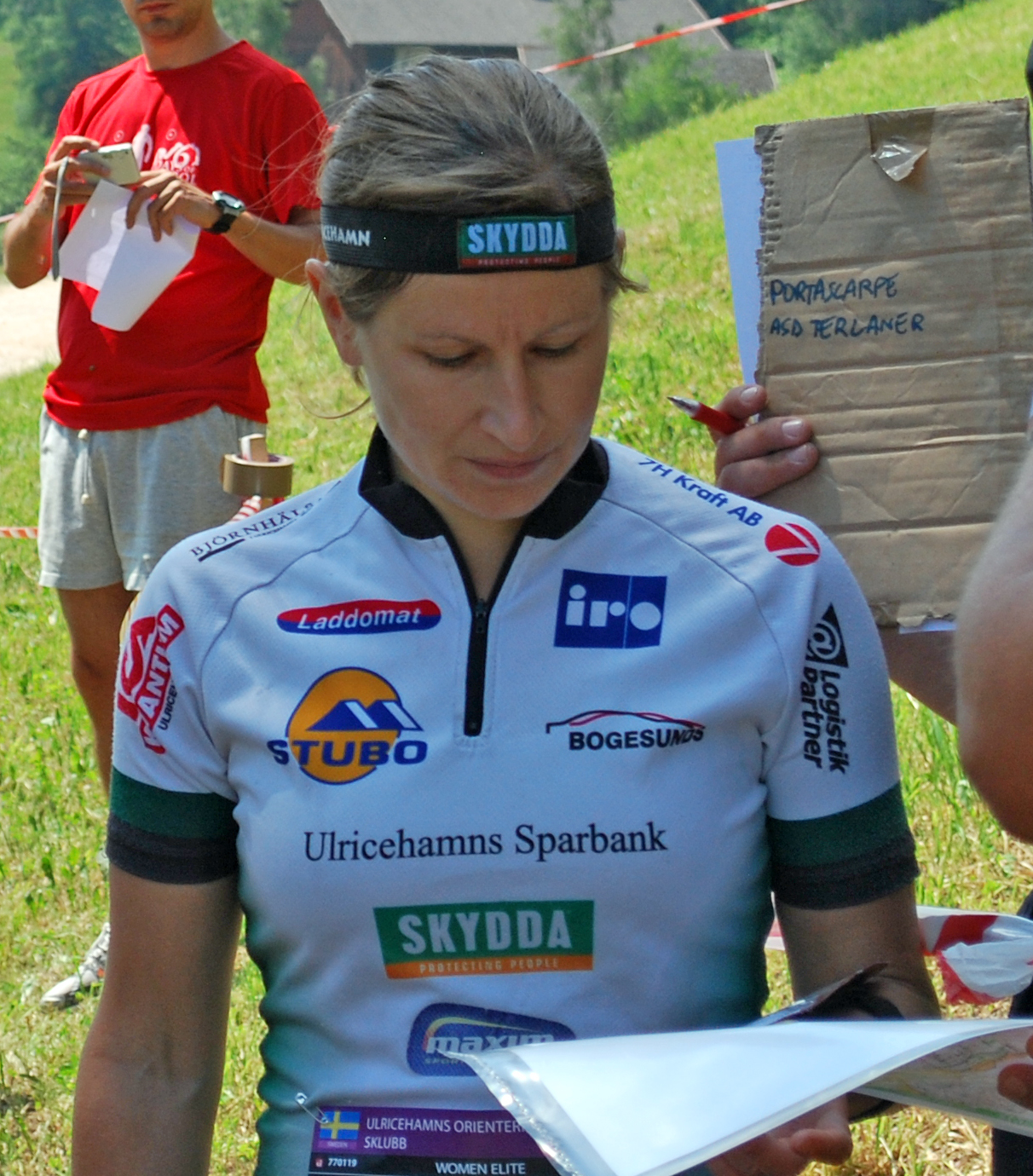
Jenny Johansson am Start, 6 Days of Tyrol 2010, Deutschnofen

Jenny Johansson (* 19. Januar 1977 in Timmele, Gemeinde Ulricehamn) ist eine schwedische Orientierungsläuferin. Sie läuft für den schwedischen Verein Ulricehamns OK.

## Wichtigste Erfolge

### Weltmeisterschaften
1 × Gold (Staffel 2004), 5 × Silber (Kurz 2001, Mittel 2005, Staffel 2001, 2003, 2006), 2 × Bronze (Sprint 2003, Staffel 2005)

### Europameisterschaften
2 × Gold (Kurz 2000, Staffel 2004), 2 × Silber (Sprint 2004, Staffel 2000)

### World Games
1 × Bronze (Staffel 2001)

### Schwedische Meisterschaften
- Mittel: 2004, 2006, 2011
- Lang: 2006
- Staffel: 2004